# Souled Out 2000
Souled Out 2000 fu un pay-per-view organizzato dalla federazione di wrestling World Championship Wrestling (WCW); si svolse il 16 gennaio 2000 presso il Firstar Center di Cincinnati (Ohio).

## Descrizione
Il programma dello show subì grosse modifiche a causa dei seri infortuni occorsi a Bret Hart e Jeff Jarrett. Hart, che avrebbe dovuto combattere contro Sid Vicious, soffrì un grave trauma nel corso di un match con Goldberg a Starrcade, che lo costrinse a rendere vacante il titolo WCW World Heavyweight, e a chiudere la carriera nove mesi dopo. Jarrett, che avrebbe dovuto affrontare Chris Benoit in un Triple Threat Theater Match (Dungeon Rules, Bunkhouse, Caged Heat), subì un trauma cranico a seguito di una mossa di Benoit durante uno steel cage match a WCW Monday Nitro, e fu costretto a rendere vacante il titolo WCW United States Heavyweight. Quindi, fu Benoit a prendere il posto di Hart nel match con Vicious, mentre nel Triple Threat Theater lottò Billy Kidman che affrontò tre wrestler differenti.

## Risultati
| #  | Incontri                                                                                       | Stipulazioni                                                                                                  | Durata |
| -- | ---------------------------------------------------------------------------------------------- | --- | ------ |
| 1  | Billy Kidman ha sconfitto Dean Malenko                                                         | Catch-as-Catch Can match                                                                                      | 02:36  |
| 2  | Vampiro ha sconfitto David Flair e Crowbar (con Daffney)                                       | Handicap match                                                                                                | 10:32  |
| 3  | Big Vito e Johnny the Bull (con Disco Inferno) hanno sconfitto The Harris Brothers (Ron e Don) | Tag team match                                                                                                | 09:33  |
| 4  | Oklahoma ha sconfitto Madusa (c) (con Spice)                                                   | Single match per il WCW Cruiserweight Championship                                                            | 02:56  |
| 5  | Brian Knobbs (c) ha sconfitto Fit Finlay, Norman Smiley e Meng                                 | Fatal four-way match per il WCW Hardcore Championship                                                         | 06:11  |
| 6  | Billy Kidman ha sconfitto Perry Saturn                                                         | Bunkhouse Brawl                                                                                               | 10:05  |
| 7  | Booker T (con Midnight) ha sconfitto Stevie Ray per squalifica                                 | Single match                                                                                                  | 06:30  |
| 8  | Tank Abbott ha sconfitto Jerry Flynn                                                           | Single match                                                                                                  | 01:39  |
| 9  | Buff Bagwell ha sconfitto Diamond Dallas Page                                                  | Last man standing match                                                                                       | 11:19  |
| 10 | The Wall (con Shane Douglas) ha sconfitto Billy Kidman                                         | Cage Heat match                                                                                               | 05:03  |
| 11 | Kevin Nash ha sconfitto Terry Funk                                                             | Hardcore match per il ruolo di Commissioner                                                                   | 07:59  |
| 12 | Chris Benoit ha sconfitto Sid Vicious per sottomissione                                        | Single match per il vacante WCW World Heavyweight Championship con Arn Anderson nel ruolo di arbitro speciale | 14:53  |

## Conseguenze
La sera successiva, a Nitro Chris Benoit fu (kayfabe) privato d'ufficio del titolo WCW World Heavyweight Championship poiché Arn Anderson determinò che il piede di Sid Vicious era poggiato sulle corde mentre Benoit applicava la sua presa di sottomissione. In realtà, Benoit aveva deciso di andare in WWF e quindi lasciò la cintura a causa di dissidi con il management. La WCW si rifiutò allora di riconoscere il regno da campione di Benoit; il suo regno venne in seguito riconosciuto valido dalla WWF dopo che ebbe acquisito i diritti della cintura rilevando la WCW nel marzo 2001.
A causa della fuoriuscita di Benoit dalla WCW, venne indetto un torneo per l'assegnazione del titolo vacante. Durante la puntata del 24 gennaio di Nitro, Sid Vicious sconfisse gli Harris Brothers guadagnandosi la possibilità di sfidare Kevin Nash, diventato Commissioner WCW dopo aver battuto Terry Funk a Souled Out. Vicious quindi sconfisse Nash e si laureò campione; tuttavia, venne privato del titolo WCW World Heavyweight Championship il 26 gennaio a WCW Thunder perché aveva schienato il "fratello Harris sbagliato". Tutto ciò portò a un triple threat steel cage match tra Vicious, Nash e Ron Harris per l'assegnazione del titolo; Sid si aggiudicò la cintura facendo cedere per dolore Nash.
Il 20 ottobre 2000, Bret Hart annunciò il suo ritiro dal wrestling professionistico.